# At World's End
At World's End es el segundo álbum de estudio de la banda Finlandesa de Progressive Metal con influencias de power metal, Tacere, lanzado en 2012.
Tacere es una banda formada en el año 2002 en Helsinki.

## Lista de canciones
| N.º | Título                      | Duración |  |
| 1.  | «Break Me»                  | 4:03     |  |
| 2.  | «The Storm Inside»          | 3:22     |  |
| 3.  | «Absolute Power»            | 3:55     |  |
| 4.  | «Tears (You Don't Know Me)» | 3:50     |  |
| 5.  | «Your Game, My Pain»        | 6:13     |  |
| 6.  | «Let Me Go»                 | 3:53     |  |
| 7.  | «Without My Soul»           | 4:05     |  |
| 8.  | «The Last Chance»           | 4:08     |  |
| 9.  | «Drowning In Myself»        | 5:48     |  |
| 10. | «The Artist»                | 4:26     |  |

## Formación
- Karri Knuutila: Vocals, Guitars, Programming.
- Taiya R.: Vocals. (female)
- Pekka Pyrhönen: Bass.
- Jarno "Jake" Vanhanen: Drums.
- Veli-Matti Kananen: Keyboards.